# Odontozona fasciata
Odontozona fasciata is een tienpotigensoort uit de familie van de Stenopodidae. De wetenschappelijke naam van de soort is voor het eerst geldig gepubliceerd in 2003 door Okuno.